# Martin Albert Happe
Martin Albert Happe MAfr (Sendenhorst, 15 de novembro de 1945) é um ministro católico alemão e bispo de Nouakchott, na Mauritânia.
Happe, que nasceu em Münsterland, ingressou na ordem religiosa dos missionários da África (“Padres Brancos”). Após sua ordenação em 2 de junho de 1973 na igreja paroquial de St. Martin em Sendenhorst, trabalhou como missionário e como sacerdote na diocese de Mopti, em Mali. Mais recentemente foi Administrador Apostólico da Diocese de Mopti.
Em 1995, o Papa João Paulo II nomeou Martin Happe Bispo de Nouakchott, na Mauritânia. Ele foi ordenado bispo em 10 de julho de 1995 na Catedral de São Paulo em Münster pelo Bispo de Münster, Reinhard Lettmann; Co-consagradores foram seu predecessor em Nouakchott, Bispo Robert de Boissonneaux de Chevigny CSsp, e Jean Zerbo, Bispo de Mopti no Mali.
A Igreja Católica na Mauritânia preocupa-se principalmente com projetos sociais e caritativos. Dom Happe, que é responsável por 12 padres e cerca de 30 freiras, cuidou de refugiados africanos que, por exemplo, também obtêm asilo nas igrejas da Mauritânia e o enterro de afogados, cujos corpos são levados à praia nas costas da Mauritânia, sua principal tarefa. Happe defende veementemente uma política de fronteira da UE mais liberal.
Em 2009, ele recebeu a placa Bernhard Kleinhans por seu compromisso social, sua atitude imparcial em relação ao Islã e seu trabalho pelos migrantes e suas famílias enlutadas; o elogio foi realizado por Rupert Neudeck.